# Bahnstrecke Louny–Libochovice
| |                      |                                                 |                                                 |
| Kursbuchstrecke (SŽ): | 114                  |                                                 |                                                 |
| Streckenlänge: | 20,304 km            |                                                 |                                                 |
| Spurweite: | 1435 mm (Normalspur) |                                                 |                                                 |
| Streckenklasse: | C2                   |                                                 |                                                 |
| Streckengeschwindigkeit: | 100 km/h             |                                                 |                                                 |
| |                      |                                                 |                                                 |
| \| \| \| von Postoloprty (vorm. LB Postelberg–Laun) \| \| \| \| \| von Most (vorm. PDE) \| \| \| \| 0,000 \| Louny \| Louny \| \| \| \| nach Praha-Smichov (vorm. PDE) \| \| \| \| 3,050 \| Veltěže \| Veltěže \| \| \| 5,946 \| Slavětín nad Ohří \| Slavětín nad Ohří \| \| \| 7,40 \| Radonice nad Ohří \| Radonice nad Ohří \| \| \| 9,223 \| Pátek \| Pátek \| \| \| \| Ohře \| \| \| \| 12,321 \| Koštice nad Ohří \| Koštice nad Ohří \| \| \| 14,335 \| Křesín \| Křesín \| \| \| 16,783 \| Dubany \| Dubany \| \| \| 18,812 \| Libochovice město \| Libochovice město \| \| \| 20,304 \| Libochovice \| Libochovice \| \| \| \| nach Vraňany (vorm. LB Libochowitz–Jenschowitz) \| \| \| \| \| nach Lovosice (vorm. StEG) \| \| \| \| \| \| \| \| Quellen: [1] \| \| \| \| |                      |                                                 |                                                 |
| Strecke |                      | von Postoloprty (vorm. LB Postelberg–Laun)      | von Postoloprty (vorm. LB Postelberg–Laun)      |
| Abzweig geradeaus und von links |                      | von Most (vorm. PDE)                            | von Most (vorm. PDE)                            |
| Bahnhof | 0,000                | Louny                                           | Louny                                           |
| Abzweig geradeaus und nach rechts |                      | nach Praha-Smichov (vorm. PDE)                  | nach Praha-Smichov (vorm. PDE)                  |
| Haltepunkt / Haltestelle | 3,050                | Veltěže                                         | Veltěže                                         |
| Haltepunkt / Haltestelle | 5,946                | Slavětín nad Ohří                               | Slavětín nad Ohří                               |
| Haltepunkt / Haltestelle | 7,40                 | Radonice nad Ohří                               | Radonice nad Ohří                               |
| Haltepunkt / Haltestelle | 9,223                | Pátek                                           | Pátek                                           |
| Brücke über Wasserlauf |                      | Ohře                                            | Ohře                                            |
| Haltepunkt / Haltestelle | 12,321               | Koštice nad Ohří                                | Koštice nad Ohří                                |
| Haltepunkt / Haltestelle | 14,335               | Křesín                                          | Křesín                                          |
| Haltepunkt / Haltestelle | 16,783               | Dubany                                          | Dubany                                          |
| Haltepunkt / Haltestelle | 18,812               | Libochovice město                               | Libochovice město                               |
| Bahnhof | 20,304               | Libochovice                                     | Libochovice                                     |
| Abzweig geradeaus und nach rechts |                      | nach Vraňany (vorm. LB Libochowitz–Jenschowitz) | nach Vraňany (vorm. LB Libochowitz–Jenschowitz) |
| Strecke |                      | nach Lovosice (vorm. StEG)                      | nach Lovosice (vorm. StEG)                      |
| |                      |                                                 |                                                 |
| Quellen: |                      |                                                 |                                                 |

Die Bahnstrecke Louny–Libochovice ist eine regionale Eisenbahnverbindung in Tschechien, die ursprünglich durch die Lokalbahn Laun–Libochowitz (tschech.: Místní dráha Louny–Libochovice) als staatlich garantierte Lokalbahn erbaut wurde. Sie verläuft in Nordböhmen von Louny (Laun) nach Libochovice (Libochowitz).
Nach einem Erlass der tschechischen Regierung ist die Strecke seit dem 20. Dezember 1995 als regionale Bahn („regionální dráha“) klassifiziert.

## Geschichte

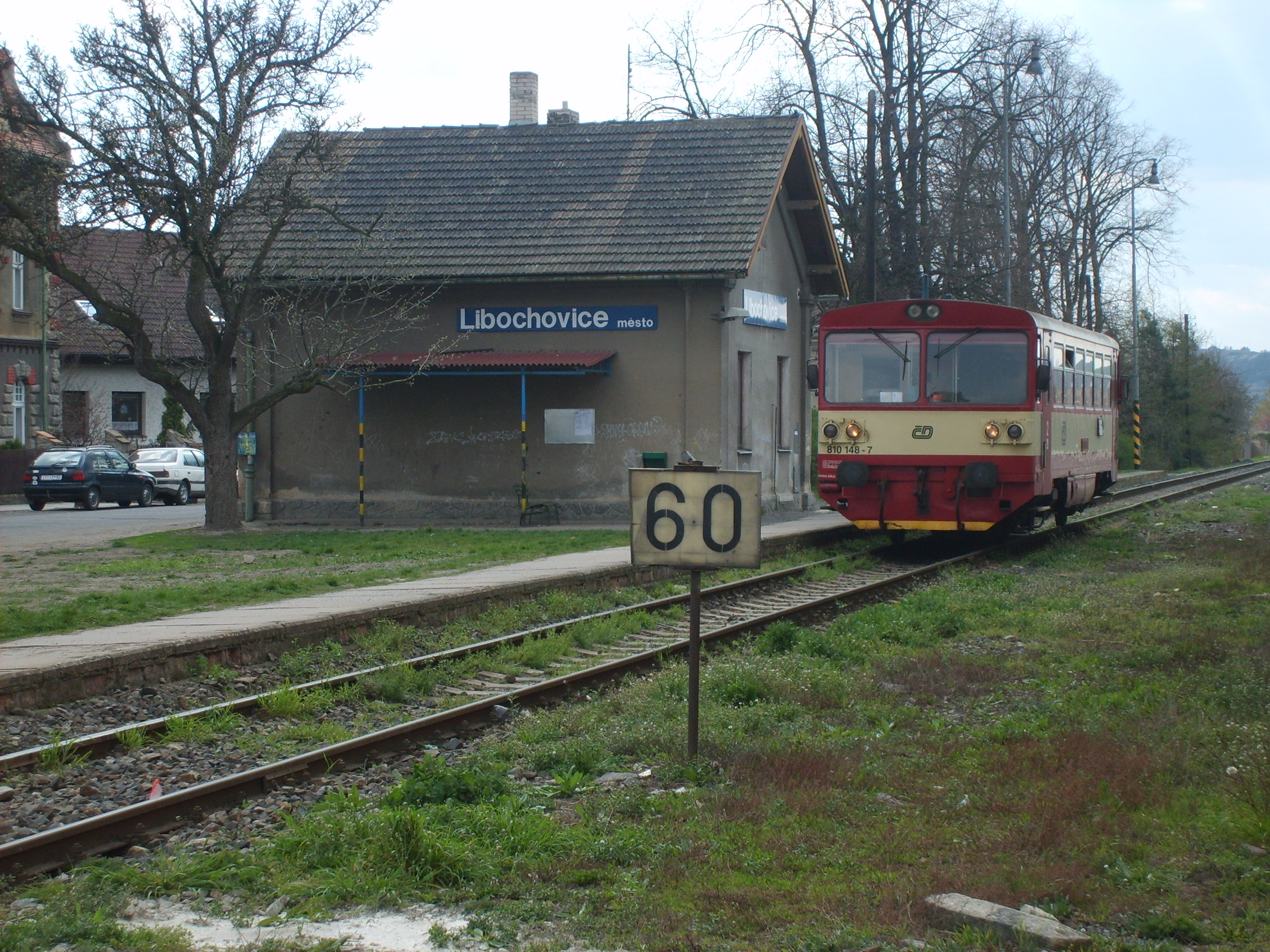
Bahnhof Libochovice město (2007)

Am 5. März 1901 wurde die Konzession zum Baue und Betriebe einer als normalspurige Localbahn auszuführenden Locomotiveisenbahn von der Station Laun der Staatsbahnlinie Prag–Brüx–Moldau nach Libochowitz zum Anschlusse an die Localbahn Lobositz–Libochowitz der privilegierten österreichisch-ungarischen Staatseisenbahn-Gesellschaft erteilt. Am 10. Mai 1902 wurde die Strecke eröffnet. Den Betrieb führten die k.k. Staatsbahnen (kkStB) im Auftrag der Lokalbahn Laun–Libochowitz aus.
Im Jahr 1912 wies der Fahrplan der Lokalbahn sechs gemischte Zugpaare 2. und 3. Klasse aus, die zum Teil von und nach Jenschowitz (heute: Vraňany) durchgebunden waren. Sie benötigten für die 21 Kilometer lange Strecke zwischen 59 und 68 Minuten.
Nach dem Ersten Weltkrieg übernahmen die neu gegründeten Tschechoslowakischen Staatsbahnen (ČSD) die Betriebsführung von den kkStB. Am 1. Januar 1925 wurde die Lokalbahn Laun–Libochowitz per Gesetz verstaatlicht und die Strecke wurde ins Netz der ČSD integriert.
Ende der 1920er Jahre kam es zu einer signifikanten Verdichtung des Fahrplanes als auch zu einer deutlichen Fahrzeitverkürzung auf bis zu 45 Minuten. Zumeist kamen nun moderne Motorzüge zum Einsatz. Der Winterfahrplan von 1937/38 verzeichnete insgesamt acht Zugpaare in der Relation Louny–Lovosice (Lobositz).
Im Zweiten Weltkrieg lag die Strecke zur Gänze im Protektorat Böhmen und Mähren. Betreiber waren jetzt die Protektoratsbahnen Böhmen und Mähren (ČMD-BMB). Am 9. Mai 1945 kam die Strecke wieder vollständig zu den ČSD.
Am 1. Januar 1993 ging die Strecke im Zuge der Auflösung der Tschechoslowakei an die neu gegründeten České dráhy (ČD) über. Seit 2003 gehört sie zum Netz des staatlichen Infrastrukturbetreibers Správa železniční dopravní cesty (SŽDC).
Im Fahrplan 2012 wird die Strecke täglich im Zweistundentakt von Personenzügen der Linie U11 (Česká Lípa hl. n.–Postoloprty) bedient. Werktags verdichten weitere Züge das Angebot zu einem teilweisen Stundentakt.
Im September 2017 begann der Streckenbetreiber SŽDC mit einer umfassende Modernisierung der Strecke. Neben den Gleisanlagen wurden die Leit- und Sicherungstechnik, die Wegübergänge und die Betriebsstellen vollständig umgebaut und erneuert. Zur Erhöhung der Streckenkapazität erhielt die Haltestelle Radonice nad Ohří ein Kreuzungsgleis und wurde zum Bahnhof ausgebaut. Nach Abschluss der Arbeiten Ende Oktober 2019 wurde die Streckengeschwindigkeit zwischen Louny und Radonice nad Ohří auf 80 km/h und zwischen Radonice nad Ohří und Libochovice auf 100 km/h angehoben.
Die Elektrifizierung der Strecke ist im Rahmen der Dekarbonisierung des Eisenbahnbetriebs bis 2032 vorgesehen.

## Fahrzeugeinsatz
Für Rechnung der Eigentümer beschafften die kkStB zwei Lokomotiven der Reihe 97. Die Lokomotiven besaßen die Betriebsnummern 97.205–206.
Ab 1903 setzten die betriebsführenden kkStB wegen des geringen Reisendenaufkommens den Serpollet-Dampftriebwagen kkStB 2.001 (ČSD M 113.001) ein. Später fuhr auch ein Dampftriebwagen, der ursprünglich für die Lokalbahn Böhmisch Leipa–Steinschönau vorgesehen gewesen war. Dieses als kkStB 1.001 (ČSD M 124.001) bezeichnete Fahrzeug gelangte nach seiner Ausmusterung in den Bestand des Technischen Nationalmuseums in Prag.
Heute kommen im Reisezugverkehr ausschließlich die Triebwagen der ČD-Baureihe 814 zum Einsatz.